# Jure Raztresen
Jure Raztresen (* 1993 Kranj, Slovinsko) je bývalý slovinský reprezentant ve sportovním lezení a dvojnásobný juniorský mistr světa v lezení na obtížnost. Dvě medaile získal také v celkovém hodnocení Evropského poháru juniorů. Ve světovém poháru se na jednotlivých závodech umístil nejlépe devátý v lezení na obtížnost (v Kranji v letech 2010 a 2013) a na mistrovství Evropy šestnáctý.

## Výkony a ocenění
- 2011: obhájil titul juniorského mistra světa v lezení na obtížnost

### Závodní výsledky
| Mistrovství světa | Mistrovství světa | Mistrovství světa |
| Rok               | 2011              | 2012              |
| ----------------- | ----------------- | ----------------- |
| Obtížnost         | 63-64             | 31-32             |

| Světový pohár | Světový pohár | Světový pohár | Světový pohár | Světový pohár | Světový pohár | Světový pohár | Světový pohár             | Světový pohár   |
| Rok           | 2009          | 2010          | 2011          | 2012          | 2013          | 2014          | 2015                      | 2016            |
| ------------- | ------------- | ------------- | ------------- | ------------- | ------------- | ------------- | ------------------------- | --------------- |
| Obtížnost     | —             | 24            | 22-23         | 58-59         | 26            | 50-52         | —                         | 42-43           |
| jednotlivě*   | 52,-,-, -,-,- | ,9,           |               |               | ,9,           |               | 31,–,–, –,–, 48-49, 48-50 | 16,-,-, -,-,-,- |
|               |               |               |               |               |               |               |                           |                 |
| Bouldering    |               |               | 78-79         |               |               |               |                           | —               |
| jednotlivě*   |               |               |               |               |               |               |                           | —               |
|               |               |               |               |               |               |               |                           |                 |
| Kombinace     | —             | —             | 11            | —             | —             | —             | —                         | —               |

* pozn.: nalevo jsou poslední závody v roce
| Mistrovství Evropy | Mistrovství Evropy | Mistrovství Evropy | Mistrovství Evropy |
| Rok                | 2010               | 2013               | 2015               |
| ------------------ | ------------------ | ------------------ | ------------------ |
| Obtížnost          | 16                 | 28                 | 34-36              |
| Bouldering         | 47-48              | —                  | —                  |

| Mistrovství světa juniorů | Mistrovství světa juniorů | Mistrovství světa juniorů | Mistrovství světa juniorů | Mistrovství světa juniorů | Mistrovství světa juniorů | Mistrovství světa juniorů |
| Rok                       | 2007 kat B                | 2008 kat B                | 2009 kat A                | 2010 kat A                | 2011 junioři              | 2012 junioři              |
| ------------------------- | ------------------------- | ------------------------- | ------------------------- | ------------------------- | ------------------------- | ------------------------- |
| Obtížnost                 | 24                        | 11                        | 14                        | 1                         | 1                         | 3                         |
| Rychlost                  | —                         | 22                        | —                         | —                         | —                         | —                         |

| Mistrovství Evropy juniorů | Mistrovství Evropy juniorů |
| Rok                        | 2012 junioři               |
| -------------------------- | -------------------------- |
| Obtížnost                  | 8                          |

| Evropský pohár juniorů | Evropský pohár juniorů | Evropský pohár juniorů | Evropský pohár juniorů | Evropský pohár juniorů |
| Rok                    | 2009 kat A             | 2010 kat A             | 2011 junioři           | 2012 junioři           |
| ---------------------- | ---------------------- | ---------------------- | ---------------------- | ---------------------- |
| Obtížnost              | 2                      | 3                      | 6                      | 28                     |
| jednotlivě*            |                        |                        |                        |                        |

* pozn.: nalevo jsou poslední závody v roce